# Камень (Куявсько-Поморське воєводство)
Камень (пол. Kamień, нім. Kamin) — село в Польщі, у гміні Яблоново-Поморське Бродницького повіту Куявсько-Поморського воєводства.
Населення — 233 особи (2011).
У 1975-1998 роках село належало до Торунського воєводства.

## Демографія
Демографічна структура станом на 31 березня 2011 року:
|          | Загалом | Допрацездатний вік | Працездатний вік | Постпрацездатний вік |
| -------- | ------- | ------------------ | ---------------- | -------------------- |
| Чоловіки | 128     | 29                 | 88               | 11                   |
| Жінки    | 105     | 30                 | 62               | 13                   |
| Разом    | 233     | 59                 | 150              | 24                   |